# Gifford Beal

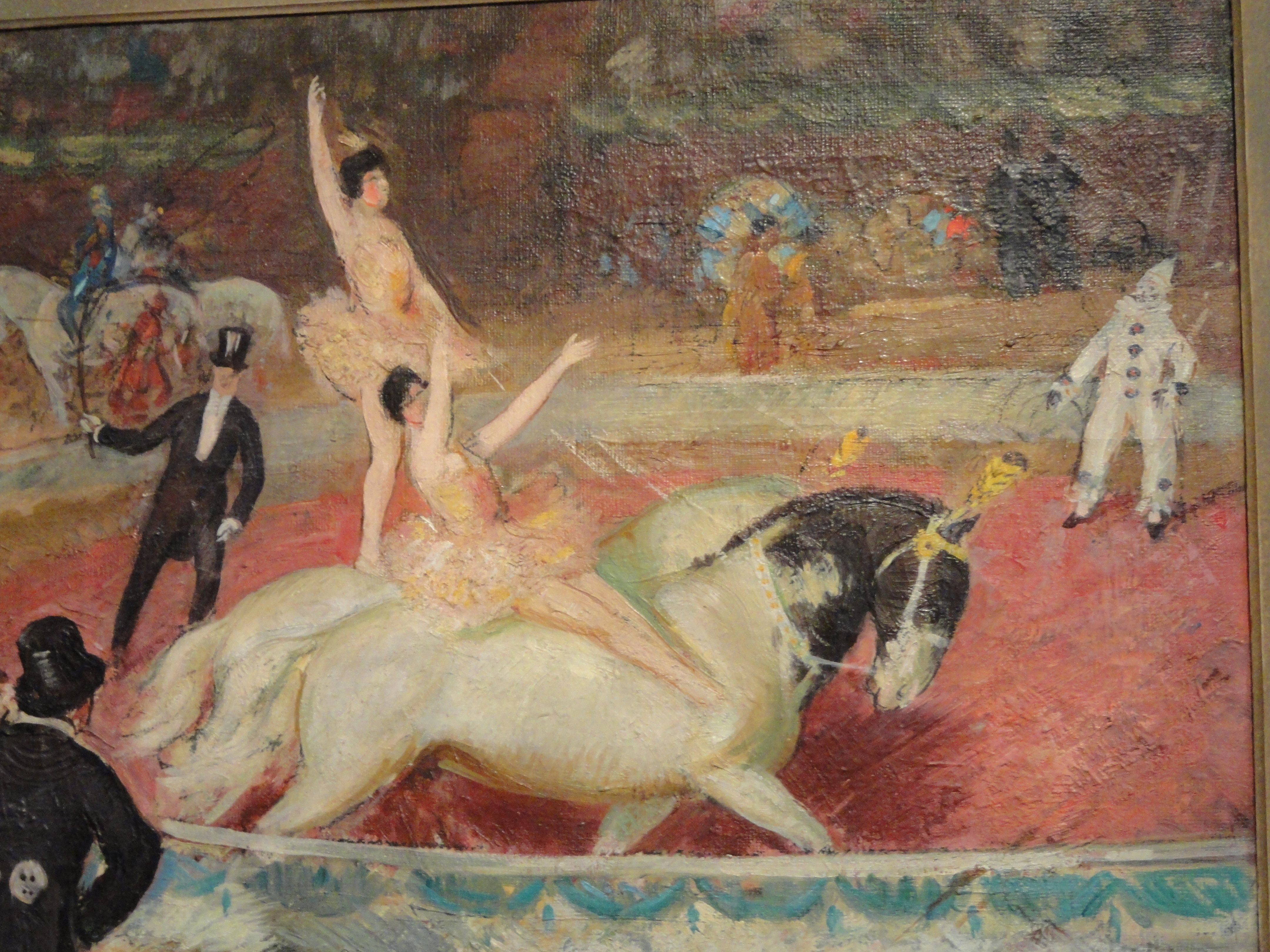
Center Ring,1922. Phillips Collection, Washington, D. C.

Gifford Beal (* 24. Januar 1879 in New York City; † 5. Februar 1956 ebenda) war ein amerikanischer Maler, Grafiker und Wandmaler.

## Leben
Gifford Beal wurde 1879 als jüngstes von sechs Kindern in New York geboren. Beal begann seine künstlerische Ausbildung im Alter von 13 Jahren, als er seinen älteren Bruder Reynolds Beal an die Shinnecock School of Art begleitete, um bei William Merritt Chase zu studieren. Gifford Beal studierte zehn Jahre lang bei Chase in Shinnecock und an der New York School of Art. Von 1896 bis 1900 besuchte Beal das College der Princeton University und nahm von 1901 bis 1903 zusätzlich Unterricht bei George Bridgman und Frank Vincent DuMond an der Art Students League. 1908 heiratete Beal Maud Ramsdell aus Newburgh, New York, wo die Familie Beal ein Anwesen besaß. Sie hatten zwei Söhne, William (geboren 1914) und Gifford Junior (geboren 1917). Beals frühe Motive entstammen der vertrauten Welt von New York City und dem Hudson River Valley, wo er häufig seine Sommer verbrachte. Spätere Werke zeigen andere Sommerresidenzen, darunter Provincetown, Rockport und Gloucester, Massachusetts.
Gifford Beal stellte von 1901 bis 1956 fast ununterbrochen auf der jährlichen Ausstellung der National Academy of Design aus, war seit 1914 Mitglied der Akademie und erhielt im Laufe seiner Karriere mindestens sieben Auszeichnungen der Akademie. Seine erste Auszeichnung erhielt er 1903 vom Worcester Art Museum. Er nahm regelmäßig an großen Jahresausstellungen und Weltausstellungen teil, darunter 1915 an der Panama Pazifik Ausstellung, wo er eine Goldmedaille gewann.
Gifford und Reynolds Beal stellten 1907 gemeinsam in den Clausen Galleries aus, und die beiden Brüder wurden schließlich von den Kraushaar Galleries vertreten, wo Gifford Beal 1920 seine erste Einzelausstellung hatte. Gifford Beal war von 1916 bis 1930 Präsident der Art Students League – die längste Amtszeit, die je ein Präsident innehatte – und lehrte dort 1931 und 1932.
In den späten 1930er Jahren erhielt Beal von der Abteilung für Malerei und Bildhauerei der Works Progress Administration den Auftrag, zehn Wandbilder für das Postamt in Allentown, Pennsylvania, zu malen. Die Allentown-Wandbilder zeigen amerikanische Revolutionäre, die die Freiheitsglocke in Allentown verstecken. 1941 vollendete er zwei Wandgemälde im Gebäude des Innenministeriums in Washington, DC: North Country und Tropical Country. 1943 malte er sieben Gemälde in der Princeton University, die das Leben des Ingenieurs Joseph Henry darstellten. 1947 verlieh ihm die Universität Princeton die Ehrendoktorwürde. Retrospektive-Ausstellungen fanden Anfang der 1950er Jahre im Century Club, im San Francisco Museum, im Des Moines Art Center und im Butler Institute statt. Nach seinem Tod 1956 fand eine Gedenkausstellung in der American Academy of Arts and Letters statt, deren Mitglied Gifford Beal 1943 geworden war.

## Werk

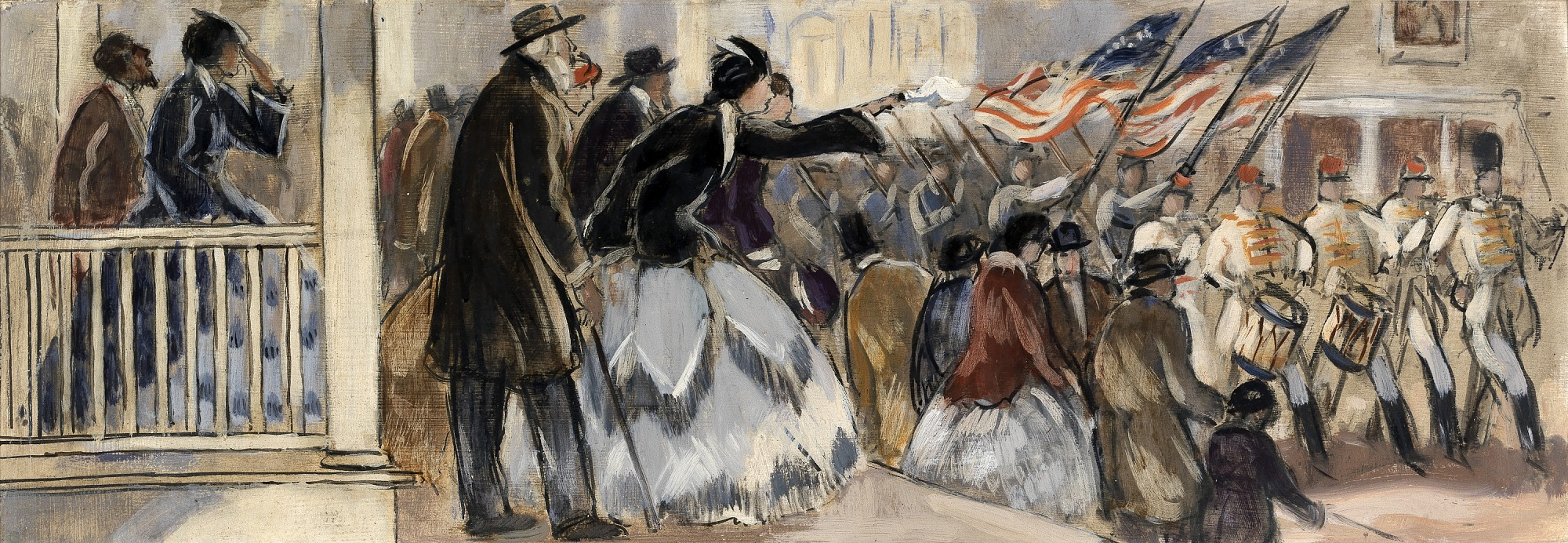
Departure of the Jordan Rifles (Wandbildstudie für das Pennsylvania Post Office in Allentown), 1938. Smithsonian American Art Museum

Gifford Beals Werk umfasst eine Vielzahl von Themen, darunter städtische Szenen von New York City, Zirkusdarstellungen und Landschaften Neuenglands. Sein Stil entwickelte sich von impressionistischen Einflüssen hin zu einer moderneren Ästhetik, wobei er sich durch lebhafte Farben und dynamische Kompositionen auszeichnete. Er war bekannt für seine Fähigkeit, das alltägliche Leben mit Wärme und Lebendigkeit darzustellen.  